# Culture en République démocratique allemande

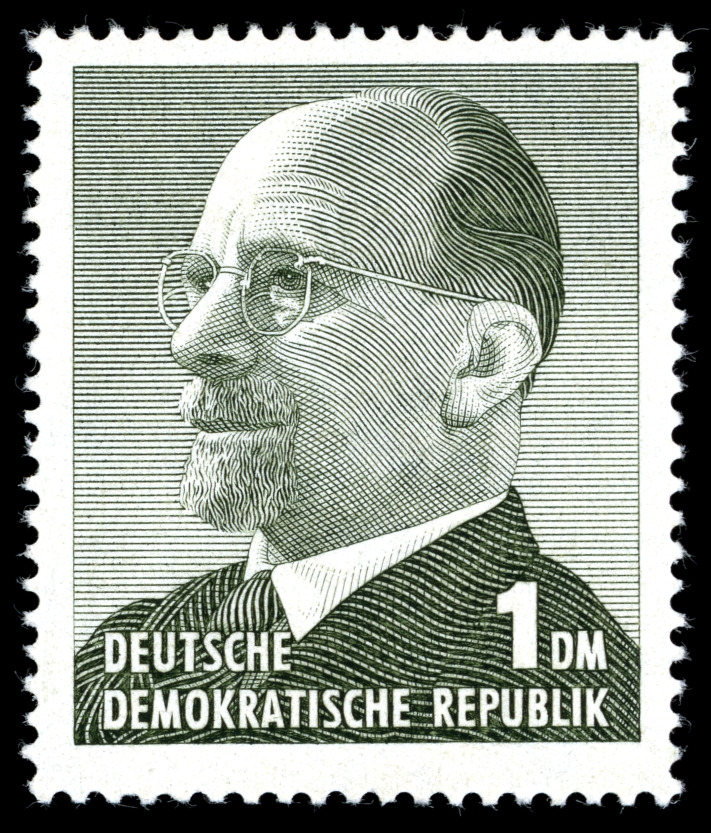
Effigie de Walter Ulbricht sur un timbre postal de la RDA.

Cet article se consacre à la description de la culture en ex-République démocratique allemande.

## Symboles
L'ancienne RDA était dotée de plusieurs symboles.

### Drapeau

Drapeau de la RDA

Le drapeau de la République démocratique allemande était formé de trois bandes horizontales représentant les couleurs allemandes démocratiques traditionnelles (or, rouge et noir) avec les armoiries de la RDA en son milieu rajoutées dès 1959, contenant le marteau et des compas, entourés d'une couronne d'épi de blé, symbole de l'union des ouvriers, des agriculteurs et des intellectuels. Les premiers projets de symboles de Fritz Behrendt contenaient seulement le marteau et la couronne d'épi, expression de l'« État des ouvriers et des paysans » (Arbeiter-und-Bauern-Staat). La version définitive était fondée principalement sur le travail de Heinz Behling (de).

## Fête nationale
La fête nationale, le « jour de la République » (Tag der Republik) était le 7 octobre.

## Culture jeune
La culture jeune en RDA était comme toutes les autres cultures, à un détail près que le régime en place était communiste. La culture était inspirée et ancrée dans une idéologie politique marxiste-léniniste. Dès leur plus jeune âge , les enfants de République démocratique allemande devaient intégrer les pionniers, puis la Jeunesse libre allemande (Freie Deutsche Jugend).
Il n'y avait pas que ces organisations, les jeunes avaient aussi accès à la musique, comme Nina Hagen ou encore les Puhdys, à la danse, au cinéma (La légende de Paul et Paula : Die Legende von Paul und Paula - Ulrich Plenzdorf) ou encore à la littérature.
Les artistes pouvaient faire une carrière en dehors des frontières soviétiques, dans ces artistes nous pouvons citer entre autres Nina Hagen et Wolf Biermann.
Bien que de manière difficile, certains grands talents du bloc occidental eurent également une « renommée » en RDA, par exemple les chanteuses Mireille Mathieu ou Amanda Lear.

## Ostalgie

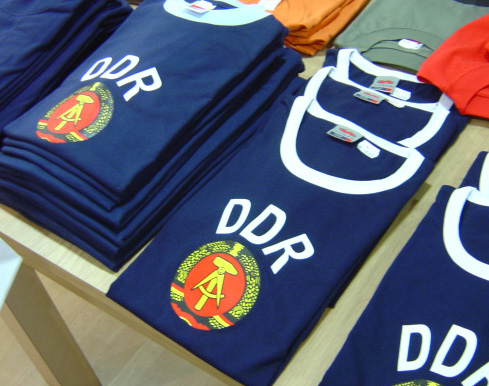
Exemple de vente de T-shirts portant l'insigne « DDR » (RDA) à Berlin, en 2004.

L'Ostalgie désigne les regards en arrière sur des éléments de la vie de tous les jours dans l'ancienne République démocratique allemande.
Les célèbres Ostalgie-Partys sont un exemple typique de l'Ostalgie, pendant lesquelles se montrent des sosies de Erich Honecker, des airs de musique de la RDA sont joués, et des produits alimentaires typiques consommés, comme le « Club-Cola ».

## Automobile

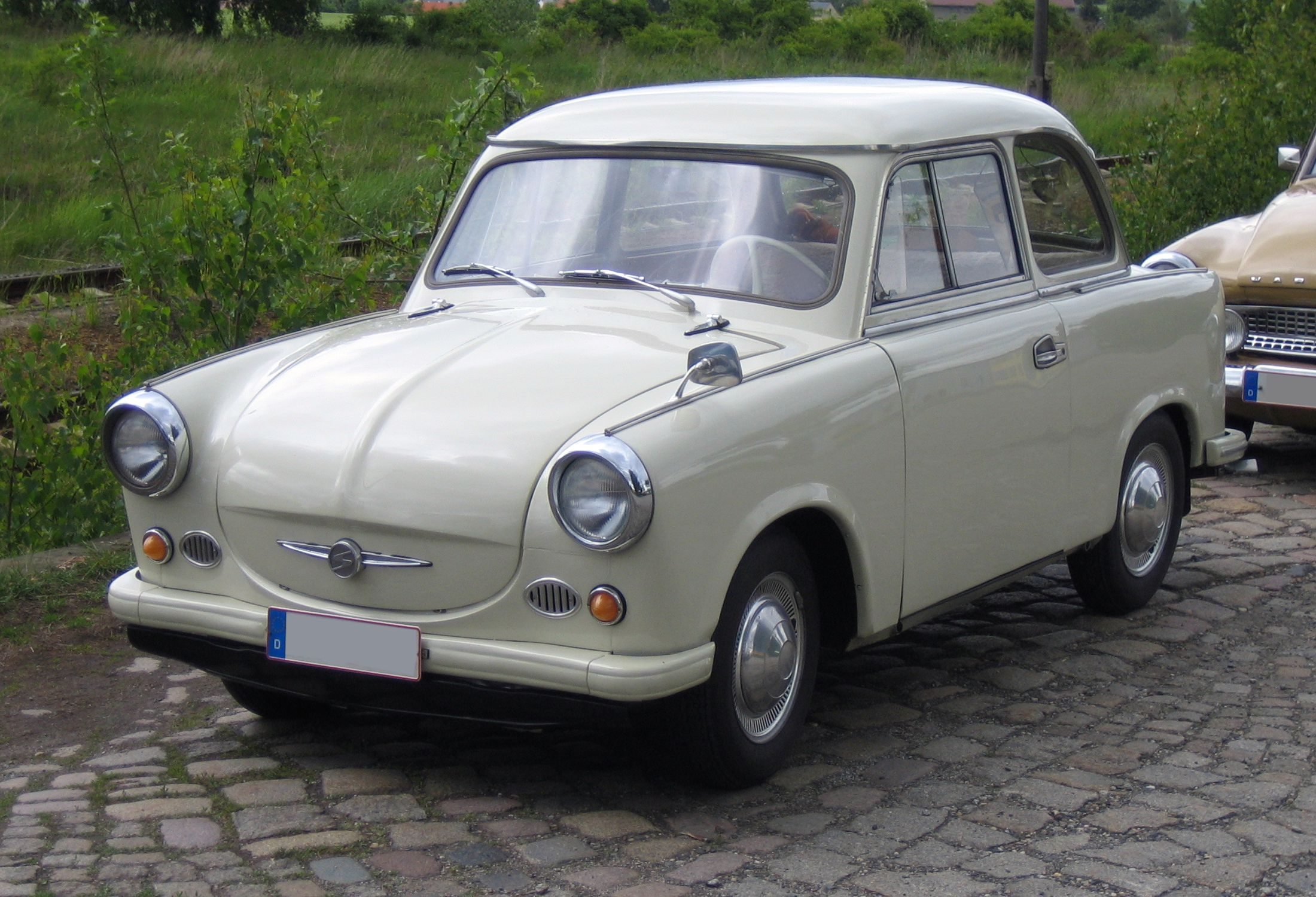
Trabant P50

Les habitants de l'ex-RDA avaient la particularité de tous posséder la même voiture: la Trabant.[réf. nécessaire]

## Musée
Depuis 2006, le DDR Museum de Berlin retrace la vie quotidienne sous l'ancienne RDA.

## Gastronomie
Le vita-cola est une imitation du produit Coca-Cola en RDA. La production est interrompue lors de la chute du mur de Berlin et reprend en 1994 sous l'Allemagne réunifiée.
Les cornichons du Spreewald (en allemand « Spreewälder Gurken » ou « Spreewaldgurken ») sont une spécialité culinaire de l'ex-RDA à base de cornichons, aujourd'hui protégée par l'Union européenne en tant qu'indication géographique protégée depuis 1999.
Le Rotkäppchen est un vin mousseux.
Les globus sont des petits pois.

## Ampelmännchen

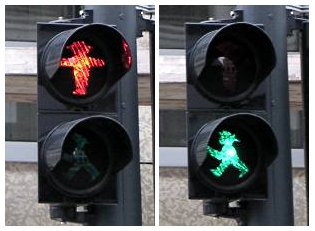
Un feu de signalisation récent représentant des de.

Les Ampelmännchen étaient des bonshommes verts et rouges (à chapeaux) des feux-piétons.

## Sport
Comme tous les pays de l'ancien bloc communiste, la RDA utilisait le sport comme outil de propagande.
Les tableaux de médailles obtenues par ses athlètes lors des Jeux olympiques et autres compétitions internationales sont utilisés par les responsables de l'État. Héritière des traditions sportives allemandes, y compris le sport scolaire, la RDA, comme son homologue la RFA, pointe dans le haut des classements mondiaux à partir des années 1970.
L’État développe des structures méthodiques de détection et formation des jeunes talents dans toutes les disciplines. Dans plusieurs sports olympiques (athlétisme, natation), la « préparation scientifique » des sportifs, dérive dans le dopage pour décrocher médailles et titres. L’image des nageuses est-allemandes aux épaules d'haltérophiles et à la voix grave (« Elles sont ici pour nager, pas pour chanter ! » répondait leur entraîneur à une remarque d'un journaliste occidental), personnifiée par Kornelia Ender aux Jeux olympiques de 1976, est encore dans toutes les mémoires. Le sport est-allemand a ainsi enregistré plusieurs exploits douteux. Pour autant nombreux sont le résultat d'une préparation physique et mentale  de champions de grande classe. En athlétisme, par exemple, le record du monde du 400 m dames (47,60 secondes) établi par Marita Koch en 1985 tient encore à ce jour. Pour les jeunes de la RDA, comme ailleurs, le sport qu'on pratiquait dès l'école, était source d'identification. Combien de jeunes cyclistes rêvèrent d'imiter les exploits de Gustav-Adolf Schur, champion et député, puis d'Olaf Ludwig; de jeunes patineuses songeaient aux figures de Katarina Witt, d'autres de Roland Matthes, de Wolfgang Nordwig et d'autres. De plus la réussite sportive permettait une certaine promotion sociale, source de certains avantages et de reconnaissance personnelle. Mais là encore, la plupart des nations admettent que la réussite sportive ait un impact positif pour le champion.
L'équipe nationale de football s'est qualifiée pour la Coupe du monde 1974 où elle s'est fait éliminer au deuxième tour.
À l'instar des autres pays du bloc communiste, la RDA mit beaucoup de temps avant de participer aux Jeux paralympiques. Elle n'y a pris part qu'une seule fois, en 1984, à New York.